# She's Madonna
She's Madonna è una canzone dell'artista pop britannico Robbie Williams, scritta e prodotta con i Pet Shop Boys, e fu il terzo singolo estratto dal settimo album Rudebox. Uscito nelle radio il 10 dicembre 2006, ha ottenuto un buon successo.
La canzone è dedicata alla cantante italo-statunitense Madonna. Il video musicale vede Williams nei panni di una drag queen, omaggio al personaggio interpretato dalla cantante nel film I maledetti di Broadway, ovvero Hortense Hathaway, ed è stato pubblicato per la prima volta sul sito del cantante il 19 gennaio e poi mandato in onda su MTV già un mese prima dall'uscita del singolo.

## Tracce
CD singolo #1
1. "She's Madonna"
2. "Never Touch That Switch" (Switch Remix)

CD singolo #2
1. "She's Madonna"
2. "She's Madonna" (Chris Lake Remix)
3. "She's Madonna" (Kris Menace Vocal Re-Interpretation)
4. "She's Madonna" (Chris Menace Dub)

DVD singolo
1. "She's Madonna" (Video)
2. "Never Touch That Switch" (Nightmoves' Liars Club Remix)
3. "Never Touch That Switch" (Dark Horse Dub Mix)
4. Robbie Drag Interview
5. She's Madonna Photo Gallery

## Classifiche
| Classifica (2007)        | Posizione massima |
| ------------------------ | ----------------- |
| Austria                  | 14                |
| Belgio (Fiandre)         | 3                 |
| Belgio (Vallonia)        | 10                |
| Danimarca                | 4                 |
| Europa                   | 4                 |
| Finlandia                | 13                |
| Germania                 | 4                 |
| Italia                   | 3                 |
| Paesi Bassi              | 3                 |
| Regno Unito              | 16                |
| Spagna                   | 3                 |
| Stati Uniti (dance club) | 12                |
| Svezia                   | 20                |
| Svizzera                 | 8                 |